# Křeslo Wassily

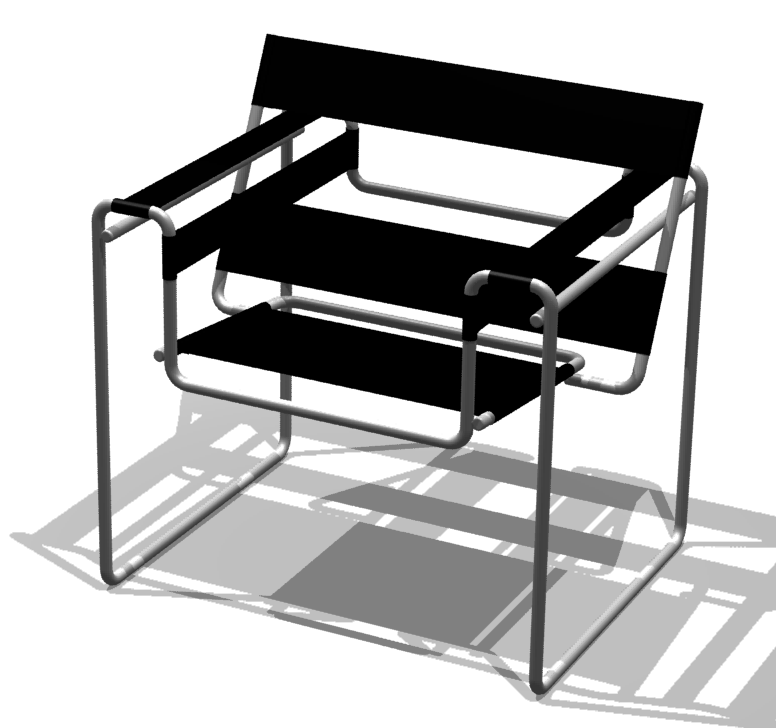
Křeslo Wassily

Křeslo Wassily, známé také jako křeslo Model B3, bylo navrženo Marcelem Breuerem v letech 1925 až 1926, kdy působil jako pedagog na výtvarné škole Bauhaus v německém Dessau. Jméno modelu Wassily se vžilo až o desetiletí později, když byla zavedena produkce křesel italským výrobcem Gavinou, který se při zkoumání původu modelu dozvěděl o jejím spojení s Kandinskym.

## Historie
V roce 1925 si Breuer koupil své první kolo a byl ohromen lehkostí jeho trubkového ocelového rámu. To ho inspirovalo k použití materiálu při designování nábytku.. Jedním z výsledků jeho snažení bylo křeslo ze svařované ohýbané trubkové konstrukce, na které jako čalounění byla použita tkanina Eisengar. Návrh byl technologicky proveditelný pouze proto, že německý výrobce oceli Mannesmann nedlouho předtím zdokonalil proces výroby bezešvých ocelových trubek. Dříve měla ocelová trubka svařený šev, který se při ohýbání trubice zhroutil. Od konce 20. let až do druhé světové války bylo křeslo vyráběno firmou Thonet pod názvem Model B3.
Po válce prodávala nábytek dle Breuerových návrhů firma Standard-Möbel, Lengyel & Co. V roce 1962 se v New Yorku sešel s Breuerem italský obchodník a designér Dino Gavina a přesvědčil ho, aby znovu upravil a realizoval své projekty z 20. let. Upravené křeslo, kdy niklovaný povrch ocelové konstrukce byl nahrazen chromováním a k čalounění byla použita černá kůže pak prodával pod značkou Wassily. Název je připomínkou toho, že velkým obdivovatelem Breuerova díla a prvním majitelem tohoto křesla byl Vasilij Kandinskij.
V roce 1968 ukončila společnost Gavina činnost a některé její značky, mimo jiné křeslo Wassily, byly prodány americké společnosti Knoll. Vzhledem k tomu, že patentová práva již vypršela, můžeme se setkat s řadou napodobenin. Firma Knoll však nadále drží práva ke značce Wassily.